# Chip Kidd

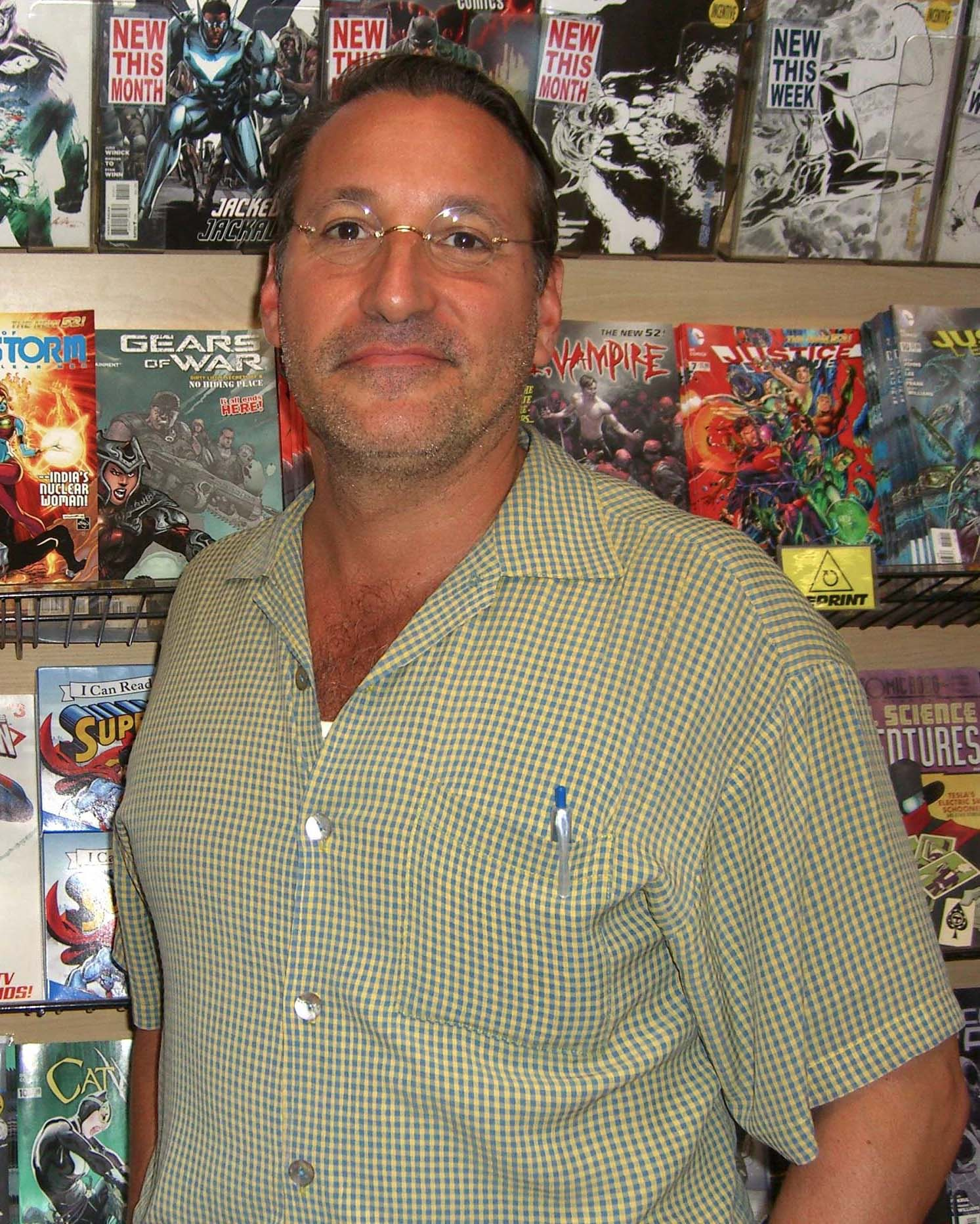
Chip Kidd (2012)

Chip Kidd (* 1964 in Reading, Pennsylvania als Charles Kidd) ist ein amerikanischer Illustrator und Autor.

## Leben
Kidd begann 1986 hauptberuflich mit der Gestaltung von Büchern als Juniorassistent bei Alfred Knopf, wirkte jedoch nebenbei jahrelang als freier Mediengestalter auch für Kunden wie Amazon oder HarperCollins.
Spätestens seit seiner Gestaltung des Covers zu Michael Crichtons Jurassic Park gilt er als einer der prominentesten Buchillustratoren der Gegenwart. Die Tageszeitung USA Today nannte ihn „the closest thing to a rock star in graphic design“, während James Ellroy ihn für seine Covergestaltung als „the world's greatest book-jacket designer“ betitelte.
Kidd illustrierte unter anderem Bücher von so namhaften Autoren wie Frank Miller, Bret Easton Ellis, Haruki Murakami, Dean Koontz, Cormac McCarthy, Charles Schulz, Osamu Tezuka und John Updike. Zahlreiche Autoren, wie etwa Oliver Sacks, haben spezielle Vertragsklauseln ausgehandelt, dank derer nur Kidd ihre Bücher illustrieren darf. Gemeinsam mit Art Spiegelman wirkte er zudem 2003 an einer Biographie über Jack Cole mit.
Seit 2001 widmet sich Kidd zunehmend auch der Schriftstellerei. Sein erster Roman mit dem Titel The Cheese Monkeys trägt autobiographische Züge und fand in The Learners eine Fortsetzung. 2012 schrieb Kidd zudem den Comic Batman: Death by Design für DC Comics.
Gegenwärtig ist Kidd künstlerischer Leiter bei der Verlagsgruppe Random House und lebt in New York.